# 朱家尖海峡大桥
朱家尖海峡大桥是连接舟山岛和朱家尖岛的一座按照二级公路标准设计和建设的桥梁，大桥长2907米，大桥接线公路全长10.21公里，西北与329国舟山本岛浦西段相连接，东南至朱家尖岛的蜈蚣峙码头。总投资2.6亿元，1997年3月开工，1999年5月试通车，是华东地区第一座特大型跨海大桥。
329国道舟山朱家尖大桥的扩建工程于2008年12月28日开工建设，投资额为4.53亿元。大桥扩建工程线位，位于老桥线位的北侧，与老桥桥梁净距3至10米，大桥扩建工程后形成的新桥称为观音大桥，2011年9月13日正式通车。
目前朱家尖海峡大桥(老桥)与观音大桥(新桥)是并行的两座桥梁。